# Hogna volxemi
Hogna volxemi là một loài nhện trong họ Lycosidae.
Loài này thuộc chi Hogna. Hogna volxemi được Philip Bertkau miêu tả năm 1880.